# نیام زیرخاری
نیام زیرخاری (Infraspinous fascia) یک غشای فیبری متراکم است که ماهیچه زیرخاری (اینفراسپینوس) را می‌پوشاند و به پیرامون فرورفتگی زیرخاری ثابت می‌شود. نیام زیرخاری از طریق سطح عمیق خود به برخی از رشته‌های آن ماهیچه متصل می‌شود. این نیام به‌طور نزدیک به نیام دالی (فاسیای دلتوئید) در امتداد مرز هم‌پوشان ماهیچه دالی متصل است.